# Sabrina Enciso
Sabrina Marie Enciso (nacida el 17 de febrero de 1999 en Moreno Valley, California, Estados Unidos) es una futbolista estadounidense de origen mexicano que juega como defensora. Actualmente es jugadora de Tigres Femenil en la Liga MX Femenil.

## Trayectoria
Enciso se formó futbolísticamente en la Universidad de Arizona, donde jugó para el equipo femenino de los Wildcats. Durante su tiempo en la universidad, participó en 19 de los 20 partidos de la temporada 2019 y acumuló más de 1,600 minutos en el campo. Posteriormente, jugó una breve temporada con el equipo femenino de FC Tucson antes de unirse al América Femenil. Para la temporada Apertura 2025, se integra a Tigres Femenil después de 3 años con las Águilas.
Enciso se unió al América Femenil para la temporada 2022-2023. Su debut con el equipo se produjo el 8 de julio de 2022 en un partido contra el Toluca. Desde su llegada, ha jugado como lateral izquierda y también puede desempeñarse como lateral derecha.

## Vida personal
En 2023, se confirmó su relación con Alejandro Zendejas, futbolista del equipo masculino del Club América.

## Logros
- Campeona del Torneo Clausura 2023 con el Club América Femenil.[2]